# إينوكيتاكي
إينوكيتاكي أو فطر الإينوكي أو فطر الإبرة الذهبية (باليابانية: えのき茸، بالإنجليزية: Enokitake) هو فطر طويل، عودي الشكل، أبيض اللون، يستخدم بكثرة في الأطباق الآسيوية، وبشكل خاص في الأطباق الصينية، اليابانية، الكورية، والفيتنامية. للفطر البري أشكال وألوان متباينة، وقد تسمى بفطر الشتاء، الطعام المخملي، الساق المخملي، فطر نفحة الثلج، وناميتاكي.
أخذ هذا الفطر اسمه من الشجيرات أو القرمات التي ينمو عليها عادة، وهي شجر ثمر الميس الصينية، التي تسمى إينوكي باليايانية. إلا أن هذا الفطر قد ينمو على جذوع شجيرات التوت، وأشجار الكاكي. هناك اختلاف كبير بين النوع الذي يحصد من المزارع الخاصة، والنوع البري، حيث أن النوع الأول يربى في منأى عن أشعة الشمس، مما يكسبه اللون الأبيض، وفي بيئة معززة بغاز ثاني أكسيد الكربون لجعل سيقانها طويلة، بينما الأنواع البرية تتعرض لأشعة الشمس التي تكسبها لون بني غامق، ولا تتعرض لنفس كمية غاز ثاني أكسيد الكربون، مما يجعل سيقانها أقصر وأغلظ.

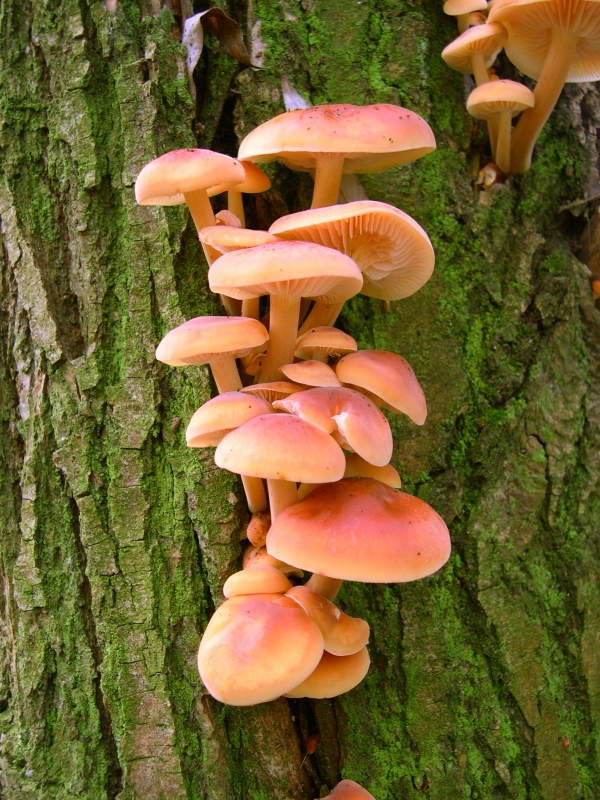
الإينوكيتاكي البري

يستخدم فطر الإينوكيتاكي في تحضير بعض أنواع الحساء التقليدية والسلطات أيضاً، وقد يؤكل مع الخبز، ويتميز بمذاقه الشبيه بالفواكه وملمسه المقرمش. الأنواع المباعة في الأسواق هي التي تربى في مزارع خاصة، وقد تباع محفوظة أو طازجة، إلا أن المعظم يفضلون استخدامها طازجة. ويفضل اختيار ماله غطاء قوي، أبيض اللون، ولامع، وتجنب الفطر الذي أصبح لونه قريب من البني، أو الذي له سيقان لزجة. كان الإينوكيتاكي يربى في اليابان منذ 300 عام تقريباً نظراً لسهولته، وكانت الأخشاب تستخدم لهذا الغرض قديماً، أما الآن، فيتبع أسلوب حفظه في زجاجات بلاستيكية أو أكياس مصنوعة من الفينيل لمدة ثلاثين يوماً تقريباً تحت ظروف معينة. ثم يتم تربيته لمدة ثلاثين يوماً إضافياً في بيئة أكثر برودة ورطوبة. تستخدم أيضاً أكواز أو قمعان ورقية بهدف استطالة السيقان إلى أكبر قدر ممكن.

## معرض صور

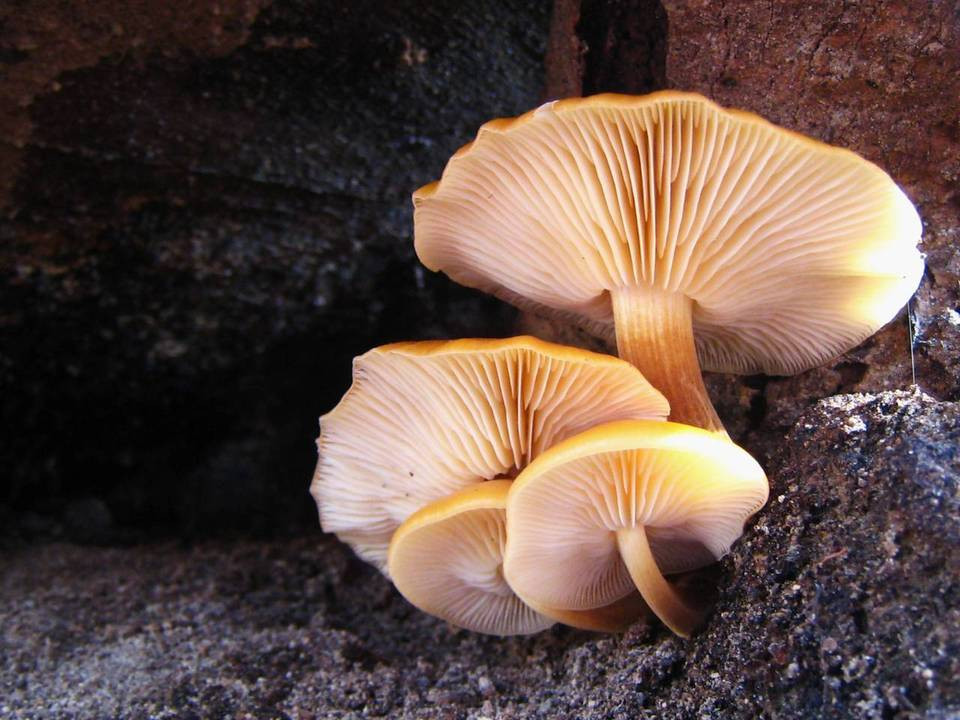
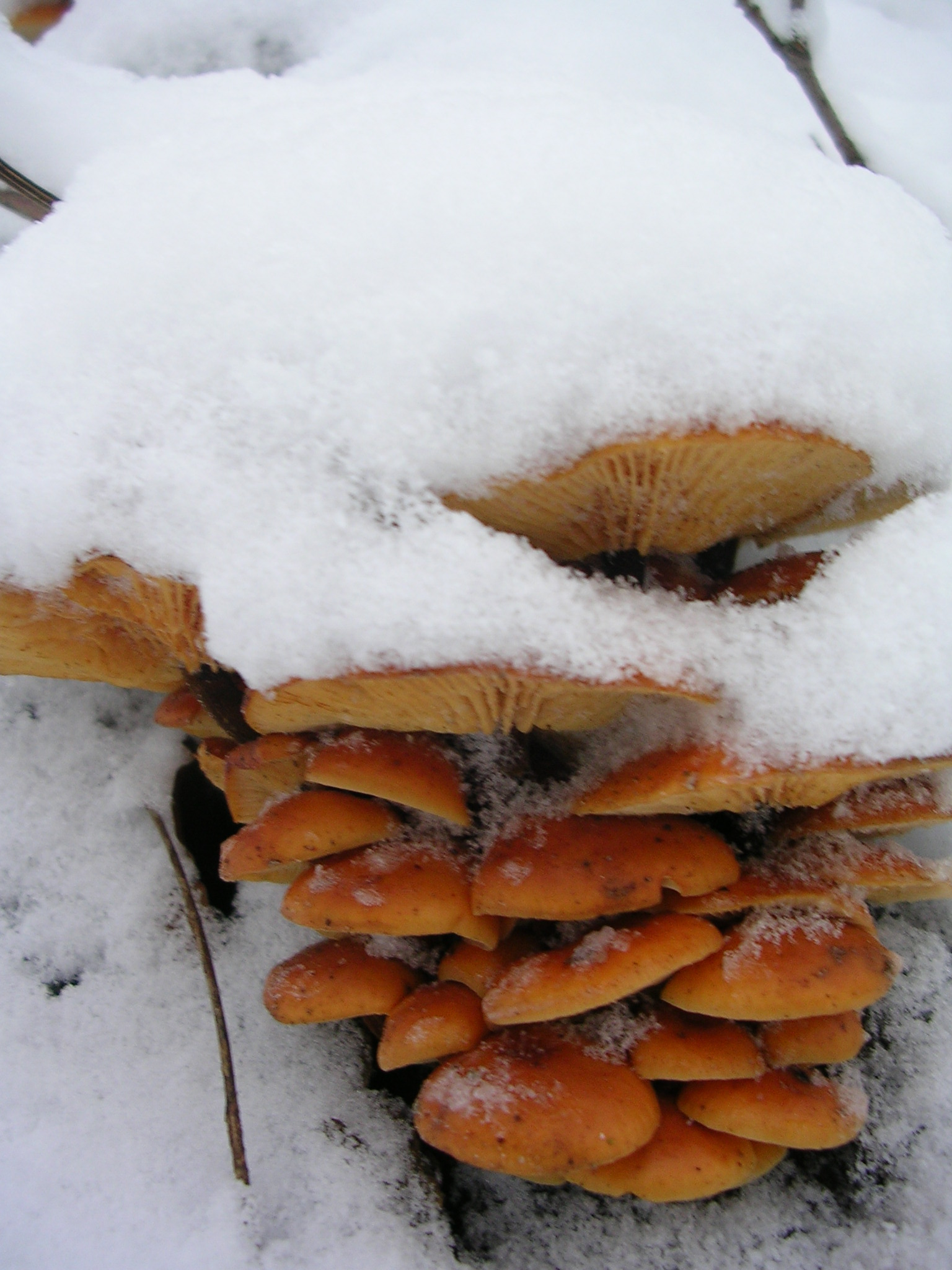
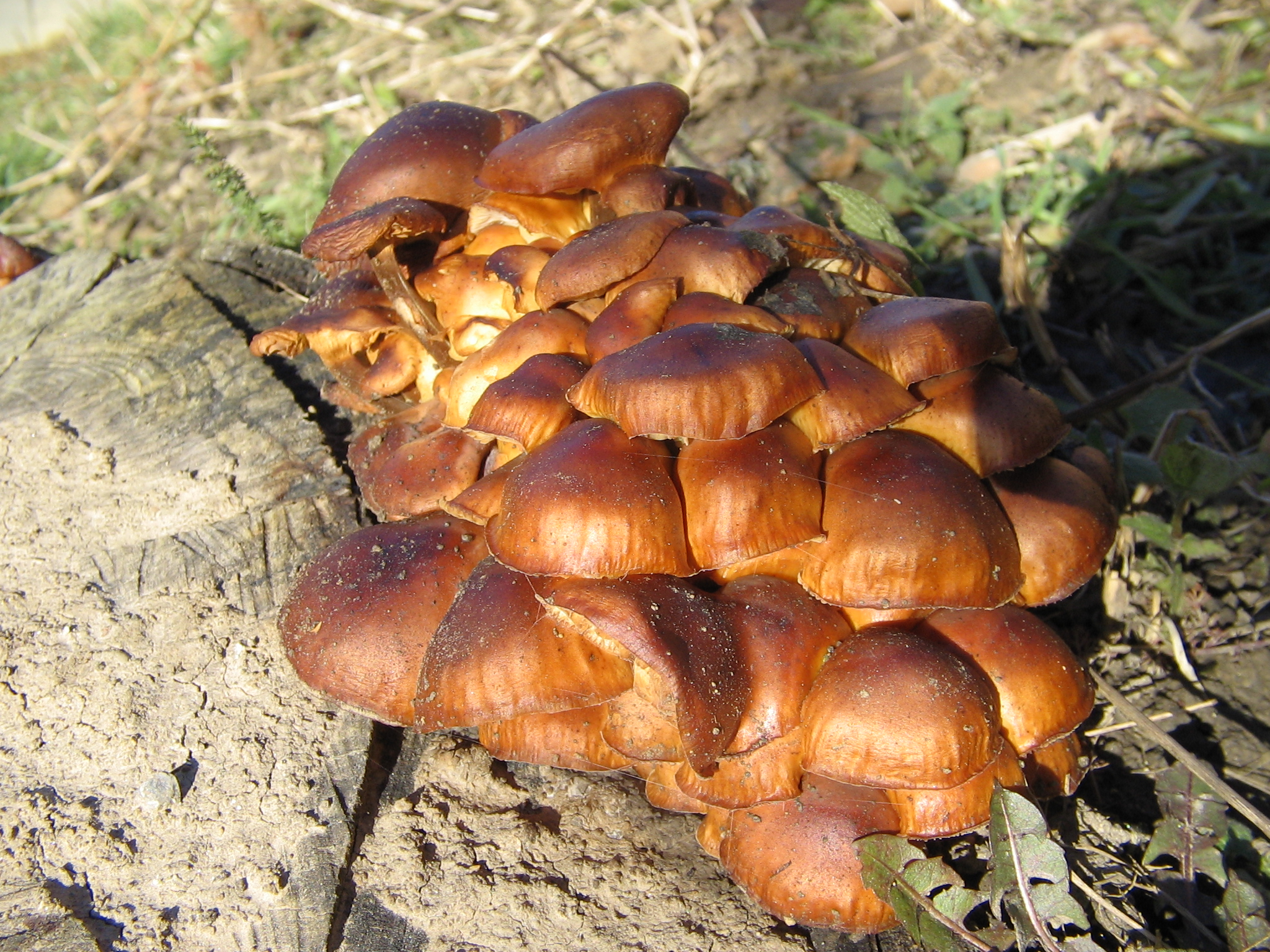
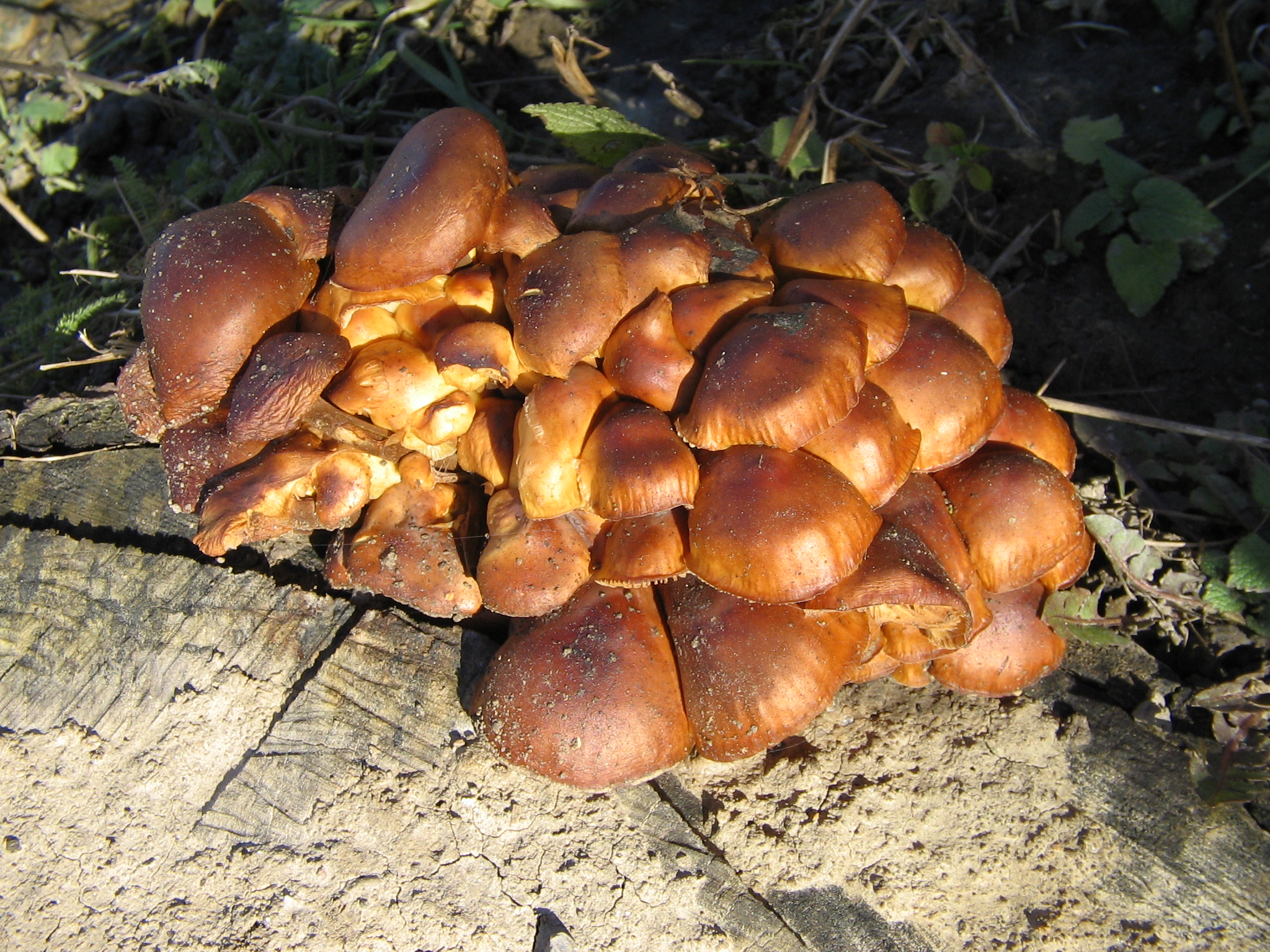
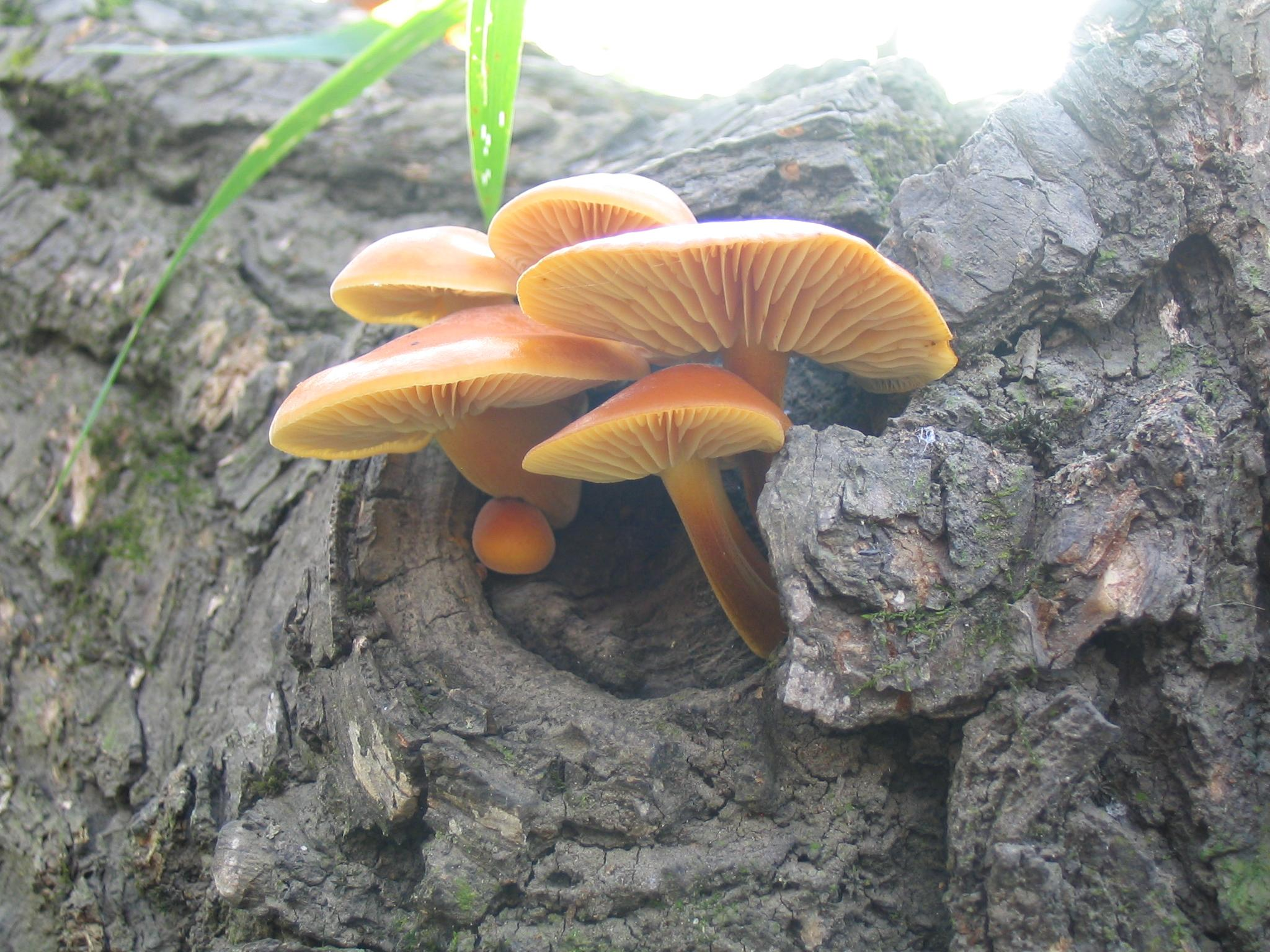
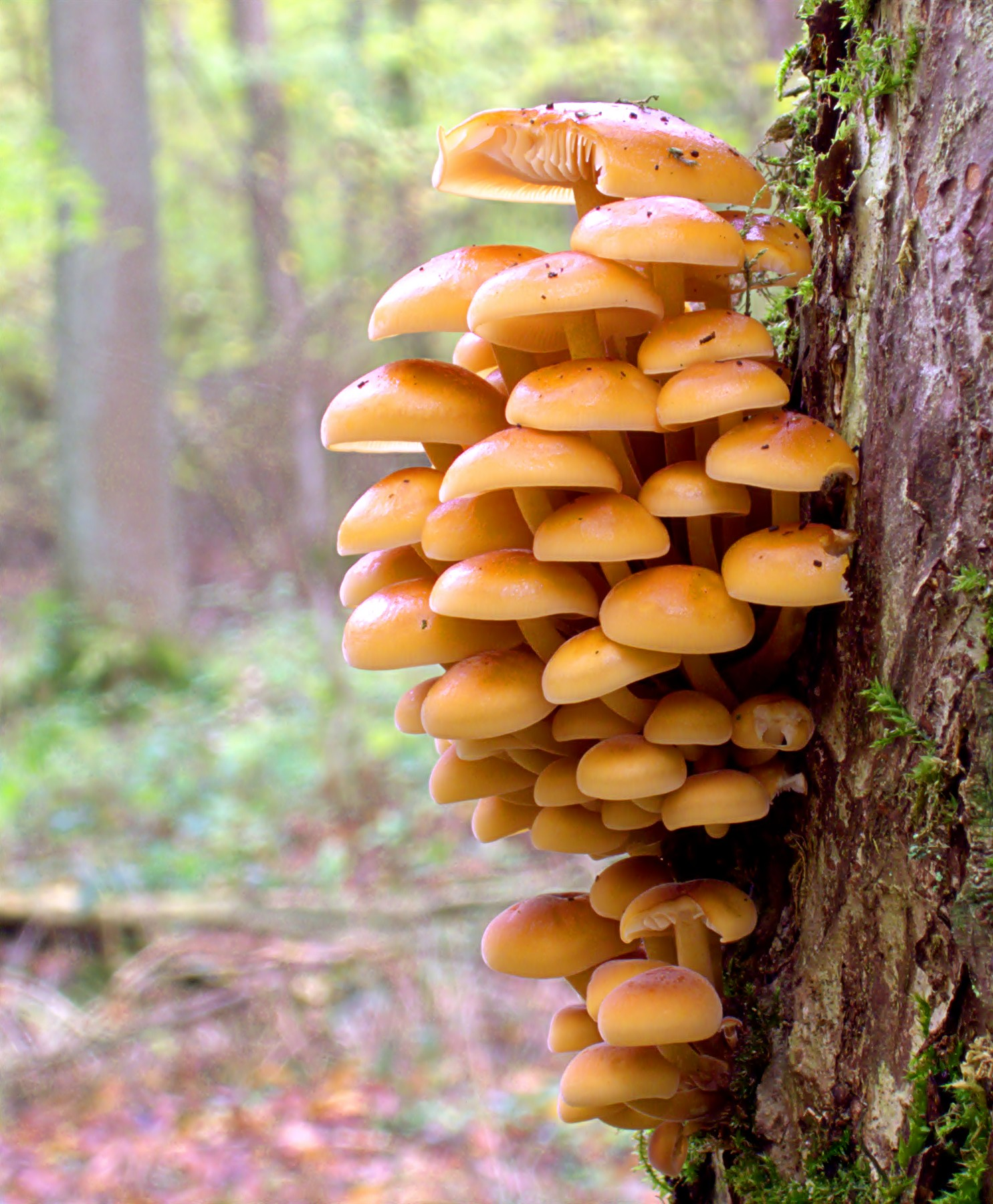
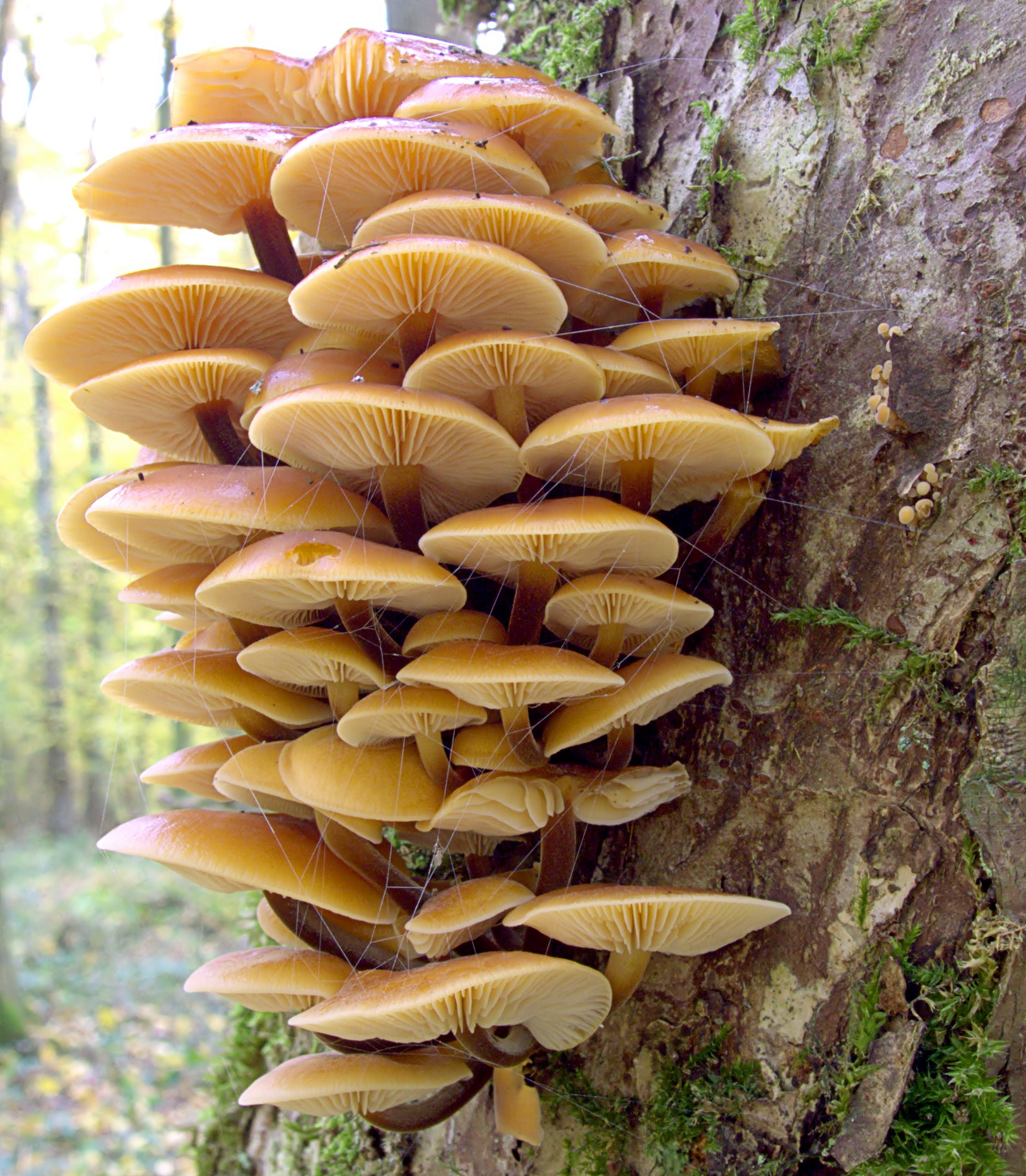
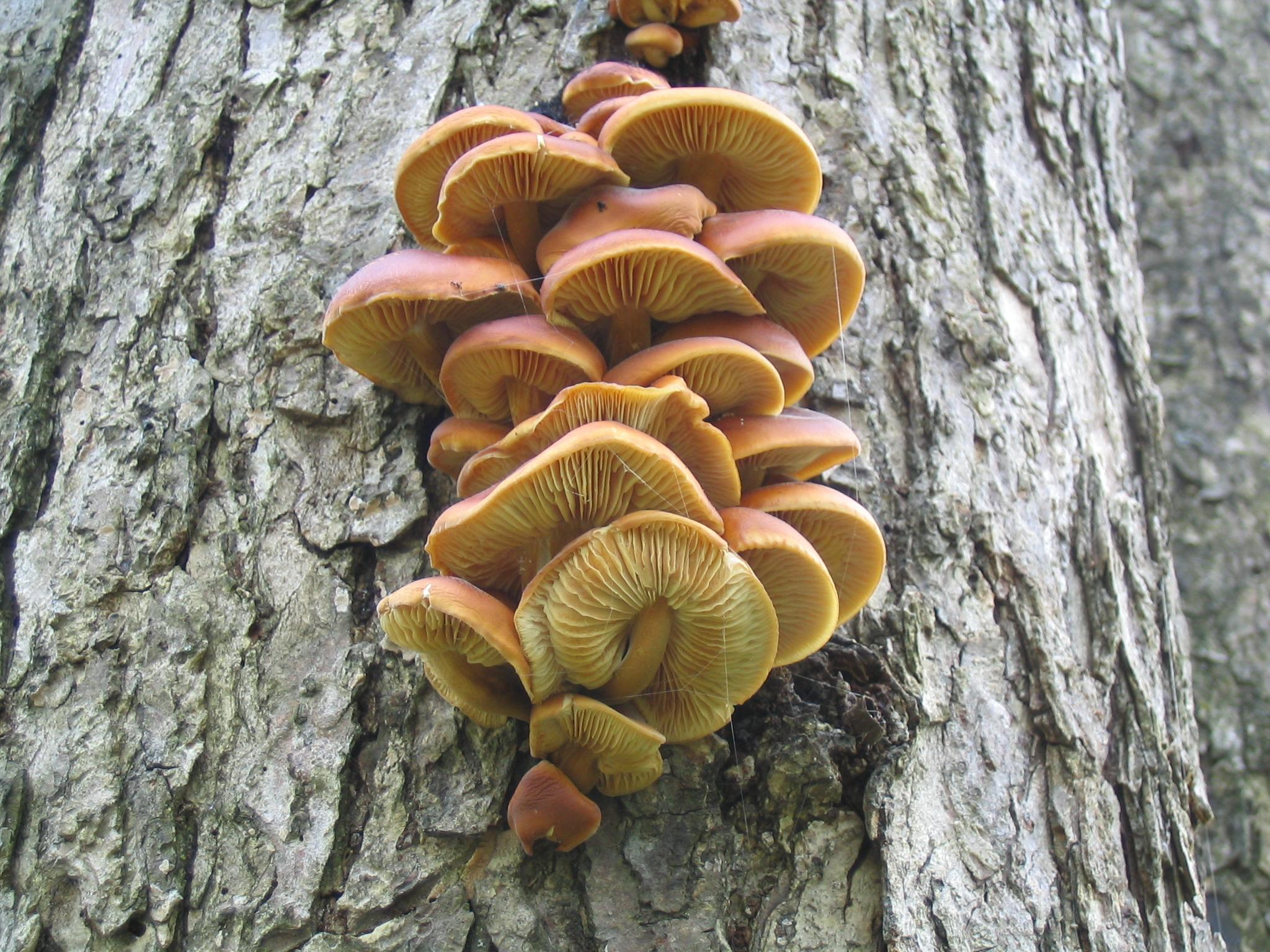
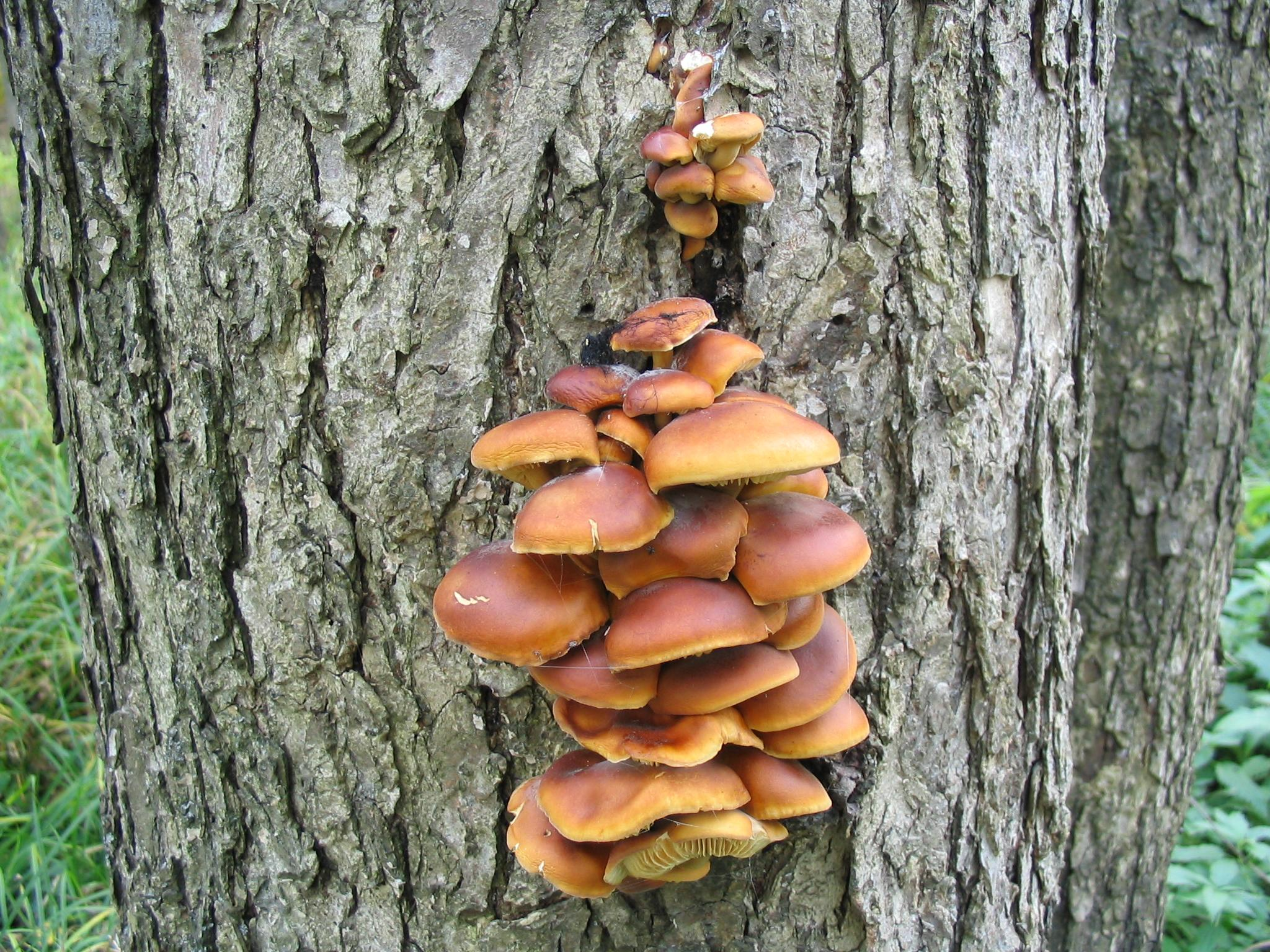
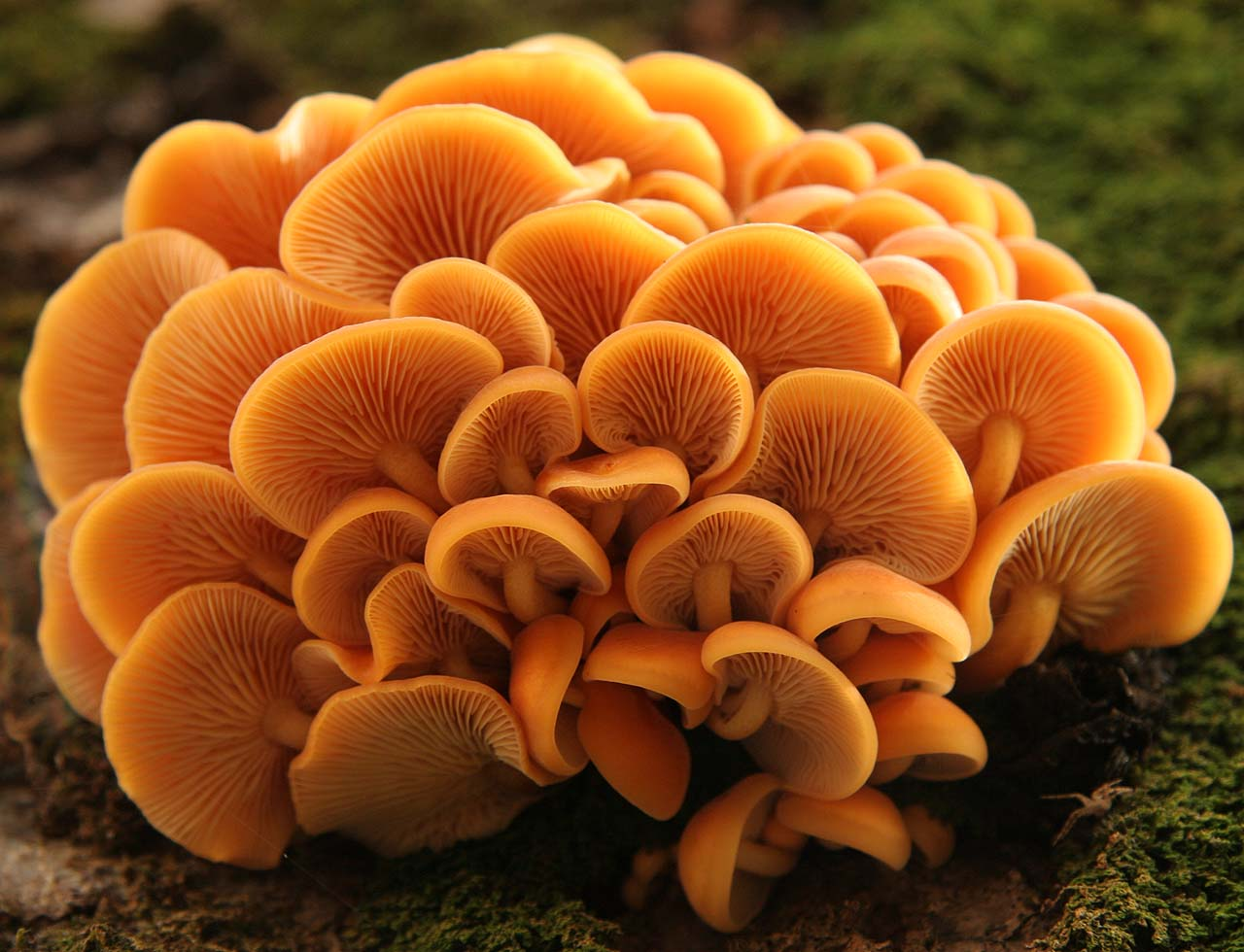
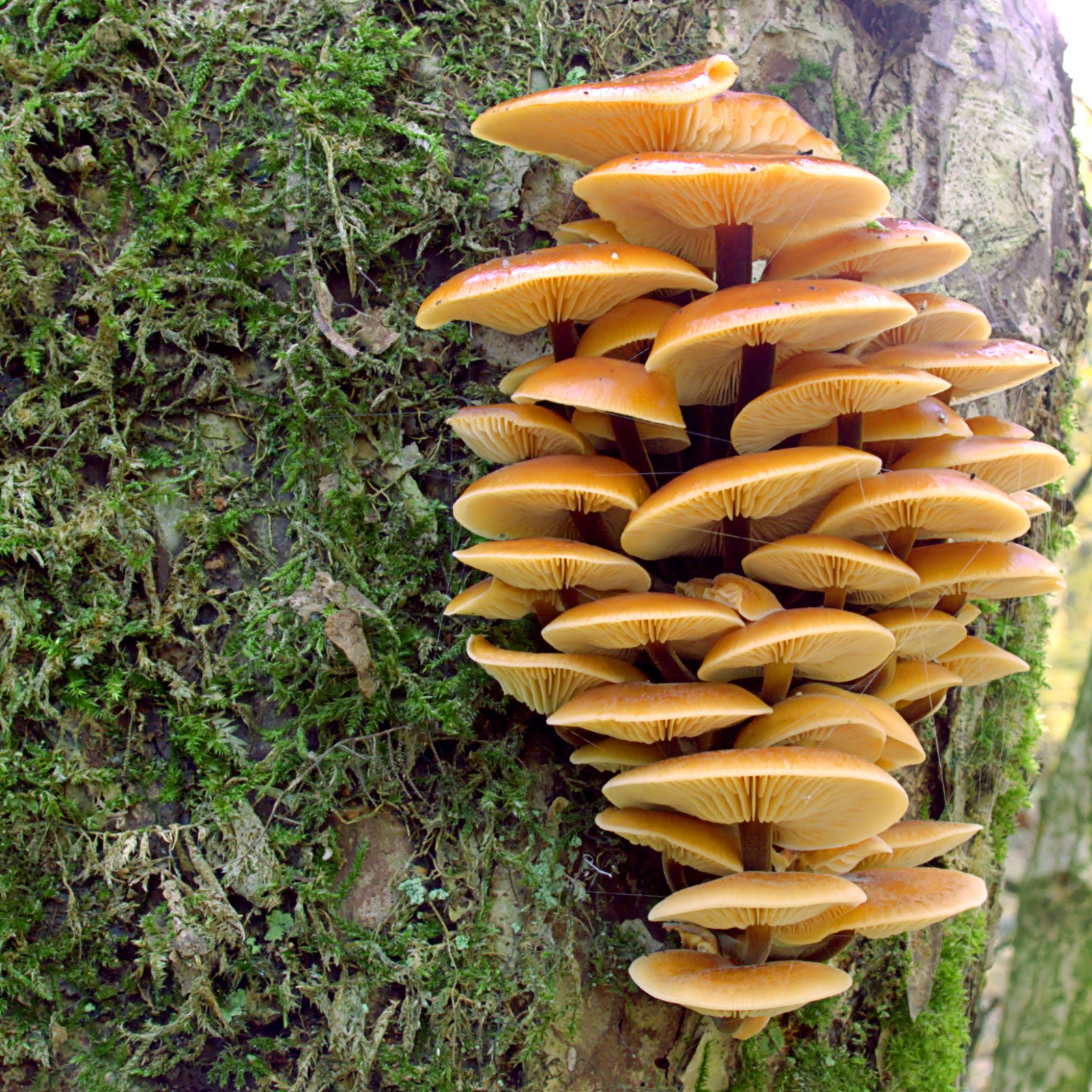
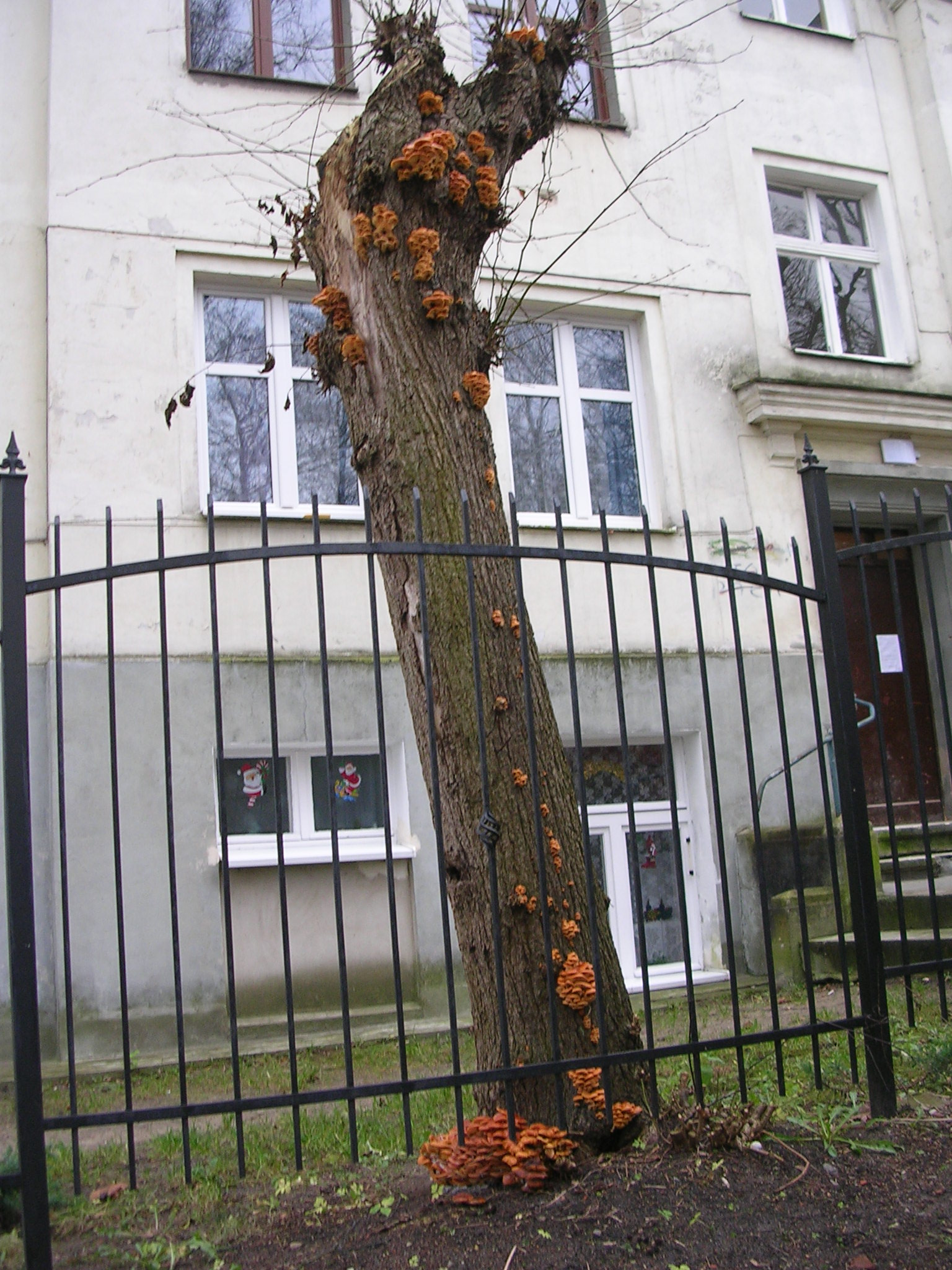
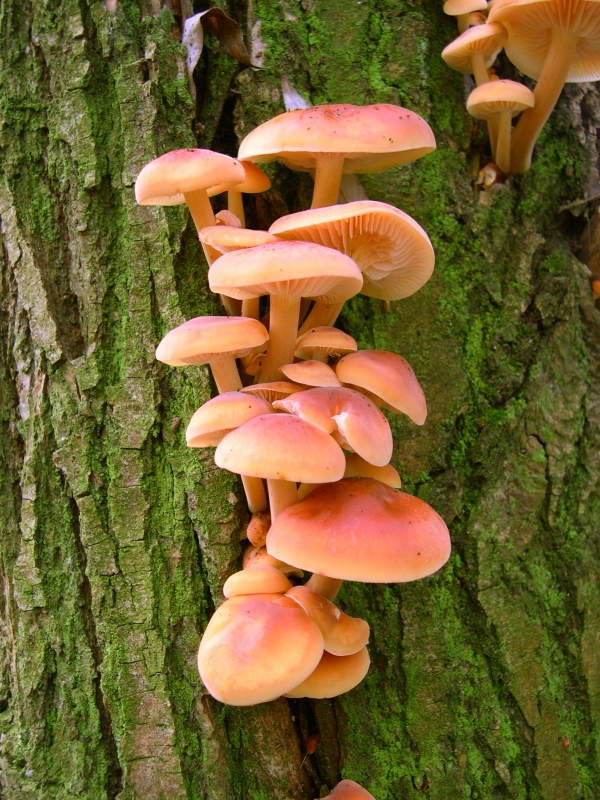
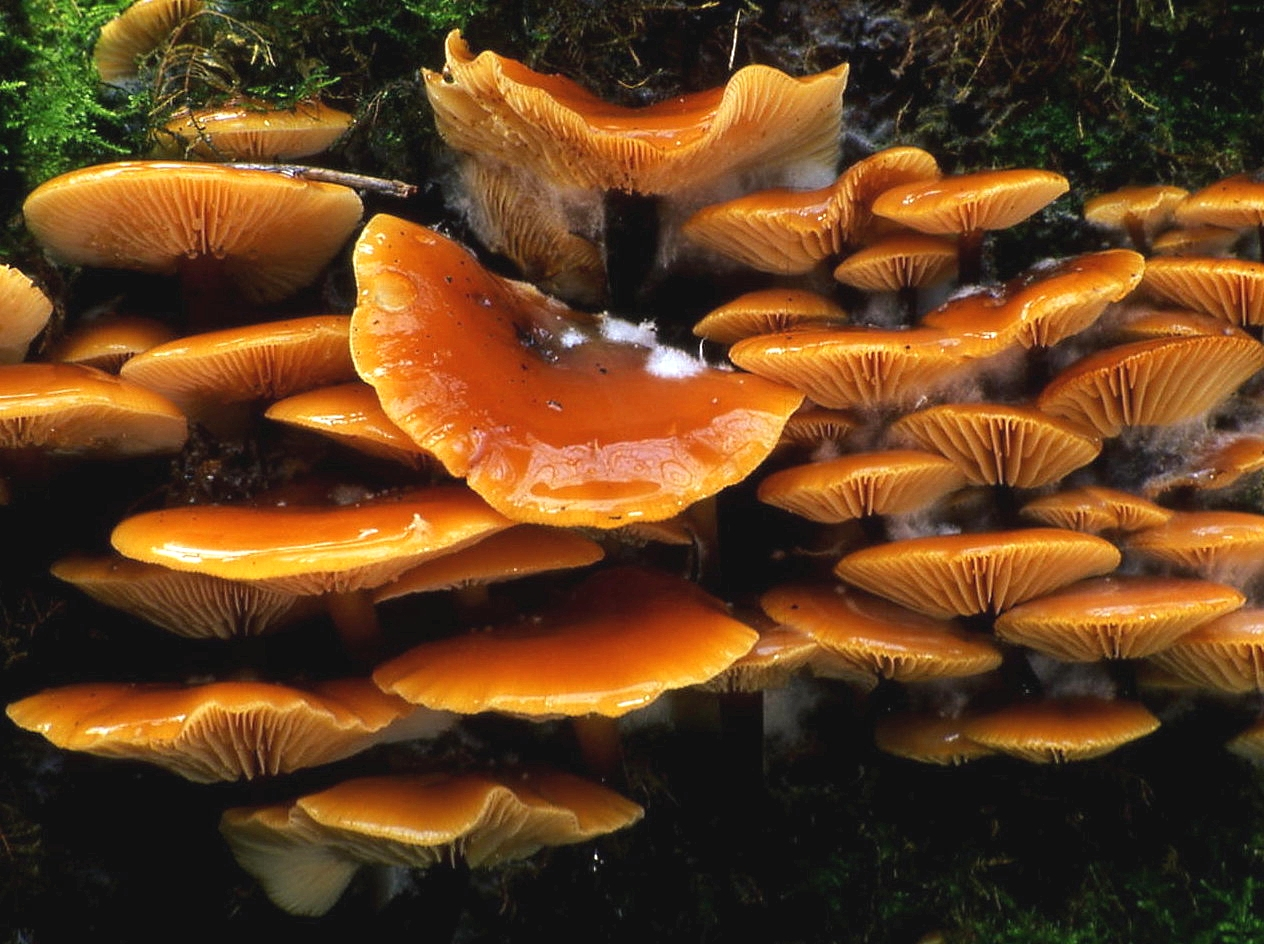